# Виршулишкес
Виршули́шкес (Виршулишки, лит. Viršuliškės, пол. Wierszuliszki) — один из 21 района Вильнюса, расположенный к северо-западу от центра города. Территория образует Виршулишское староство (сянюнию).

## История

Дом печати

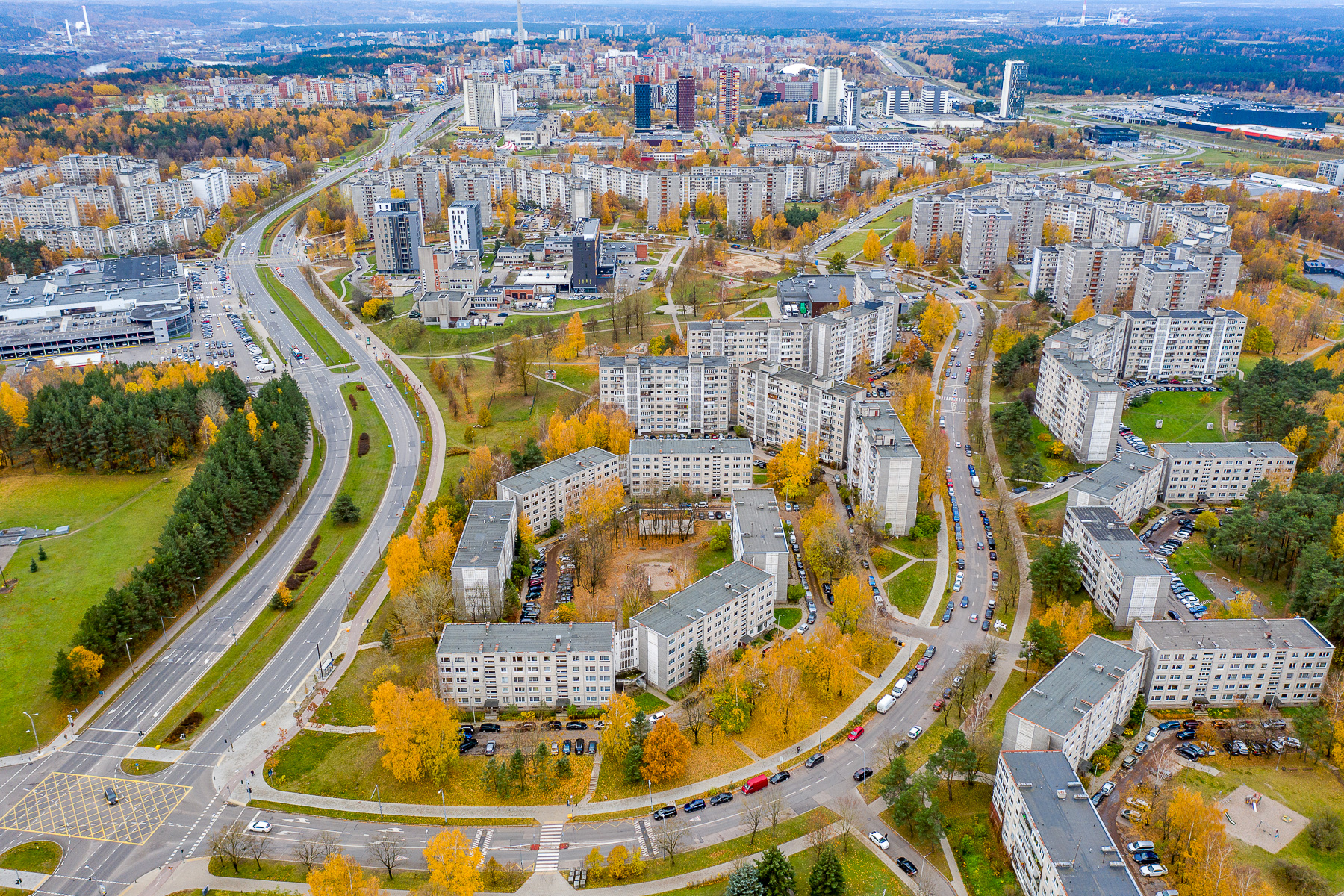
Вид с воздуха на Виршулишкес

Район сформирован в местности, где располагалась деревня Виршулишки. Заселение в крупнопанельные многоэтажные дома нового района началось при массовой застройке жилого массива в 1977 году. В основном построенный в 1976—1978 гг., район Виршулишкес представляет собой группу из трёх микрорайонов.

## Характеристика
Район относят к спальным. Здесь располагаются католический костёл Блаженного Юргиса Матулайтиса (1996), Виршулишская школа с преподаванием на литовском языке, русская школа имени Льва Карсавина и польская прогимназия имени Иоанна Павла II. Дом печати, кладбище, троллейбусный парк.